# Olympische Jugend-Sommerspiele 2018/Teilnehmer (Kosovo)
| Gelbes Symbol für Goldmedaillen mit stilisierten Olympischen Ringen | Graues Symbol für Silbermedaillen mit stilisierten Olympischen Ringen | Braundes Symbol für Bronzemedaillen mit stilisierten Olympischen Ringen |
| ------------------------------------------------------------------- | --------------------------------------------------------------------- | ----------------------------------------------------------------------- |
| —                                                                   | —                                                                     | 1                                                                       |

Die Jugend-Olympiamannschaft aus Kosovo für die III. Olympischen Jugend-Sommerspiele vom 6. bis 18. Oktober 2018 in Buenos Aires (Argentinien) bestand aus fünf Athleten. Es war die erste Teilnahme des Landes an Olympischen Jugendspielen.

## Athleten nach Sportarten

### Boxen
Jungen
- Erdonis Maliqi
Halbweltergewicht: 6. Platz

### Gewichtheben
Jungen
- Bleron Fetaovski
Mittelgewicht: 9. Platz

### Judo
Mädchen
- Erza Muminoviq
Klasse bis 44 kg: Bronze 
Mixed: Bronze  (im Team Rio de Janeiro)

### Leichtathletik
Jungen
- Muhamet Ramadani
Kugelstoßen: 12. Platz

### Schwimmen
Mädchen
- Melisa Zhdrella
50 m Freistil: 38. Platz
50 m Brust: 35. Platz